# Maianthemum nanchuanense
Maianthemum nanchuanense là một loài thực vật có hoa trong họ Măng tây. Loài này được H.Li & J.L.Huang mô tả khoa học đầu tiên năm 1990.